# 26908 Lebesgue
26908 Lebesgue (1996 GK) là một tiểu hành tinh vành đai chính được phát hiện ngày 11 tháng 4 năm 1996 bởi P. G. Comba ở Prescott.